# Ray McKinnon
Raymond McKinnon, detto Ray (Adel, 15 novembre 1957), è un attore, sceneggiatore, regista e produttore cinematografico statunitense.

## Biografia
Laureatosi in Teatro nell'Università di Valdosta, sposò l'attrice e produttrice Lisa Blount nel 1998. Quattro anni più tardi, McKinnon vinse assieme alla moglie un Oscar per il miglior cortometraggio con The Accountant. Il film venne prodotto da una società di sua creazione, la Ginny Mule Pictures, con il supporto della compagna e di Walton Goggins. Nel 2010 rimase vedovo della moglie, da tempo malata. Attualmente vive a Little Rock, Arkansas, la città natale della defunta moglie.
McKinnon è conosciuto prevalentemente per il suo ruolo nella serie televisiva Deadwood, prodotta da HBO, come il reverendo Smith e la sua interpretazione del personaggio di Lincoln Potter durante la quarta stagione di Sons of Anarchy, prodotto da FX. Inoltre è l'ideatore e uno degli sceneggiatori della serie televisiva Rectify, trasmessa dal 2013 al 2016 su SundanceTV.

## Filmografia

### Attore

#### Cinema
- A spasso con Daisy (Driving Miss Daisy), regia di Bruce Beresford (1989)
- Bugsy, regia di Barry Levinson (1991)
- Sommersby, regia di Jon Amiel (1993)
- Un mondo perfetto (A Perfect World), regia di Clint Eastwood (1993)
- Cose preziose (Needful Things), regia di Fraser Clarke Heston (1993)
- Apollo 13, regia di Ron Howard (1995)
- The Net - Intrappolata nella rete (Net), regia di Irwin Winkler (1995)
- Fratello, dove sei? (O Brother, Where Art Thou?), regia di Joel Coen (2000)
- The Accountant, regia di Ray McKinnon – cortometraggio (2001)
- The Badge - Inchiesta scandalo (The Badge), regia di Robby Henson (2002)
- The Missing, regia di Ron Howard (2003)
- Chrystal, regia di Ray McKinnon (2004)
- Come Early Morning, regia di Joey Lauren Adams (2006)
- Things That Hang from Trees, regia di Ido Mizrahy (2006)
- Randy and The Mob, regia di Ray McKinnon (2007)
- The Last Lullaby, regia di Jeffey Goodman (2008)
- That Evening Sun, regia di Scott Teems (2009)
- The Blind Side, regia di John Lee Hancock (2009)
- Take Shelter, regia di Jeff Nichols (2011)
- L'incredibile storia di Winter il delfino (Dolphin Tale), regia di Charles Martin Smith (2011)
- Footloose, regia di Craig Brewer (2011)
- Mud, regia di Jeff Nichols (2012)
- Le Mans '66 - La grande sfida (Ford v Ferrari), regia di James Mangold (2019)
- Notizie dal mondo (News of the World), regia di Paul Greengrass (2020)
- Chaos Walking, regia di Doug Liman (2021)
- Knox Goes Away, regia di Michael Keaton (2023)
- The Dead Don't Hurt - I morti non soffrono (The Dead Don't Hurt), regia di Viggo Mortensen (2023)

#### Televisione
- L'ispettore Tibbs (In the Heat of the Night) – serie TV, episodi 3x05-4x04-5x05 (1989-1991)
- Quattro donne in carriera (Designing Women) – serie TV, episodi 6x04-7x02 (1991-1992)
- Io volerò via (I'll Fly Away) – serie TV, episodio 1x02 (1991)
- La famiglia Brock (Picket Fences) – serie TV, episodio 2x10 (1994)
- L'ombra dello scorpione (The Stand) – miniserie TV, puntata 1x01 (1994)
- Roswell, regia di Jeremy Kagan – film TV (1994)
- Matlock – serie TV, episodio 9x04 (1994)
- Rossella (Scarlett) – miniserie TV, puntate 1x01-1x03 (1994)
- Dead Man's Walk – miniserie TV, 3 puntate (1996)
- Jarod il camaleonte (The Pretender) – serie TV, episodio 1x03 (1996)
- NYPD - New York Police Department (NYPD Blue) – serie TV, episodio 6x16 (1999)
- The Practice - Professione avvocati (The Practice) – serie TV, episodio 6x07 (2001)
- Philly – serie TV, episodio 1x12 (2002)
- X-Files (The X-Files) – serie TV, episodio 9x13 (2002)
- Deadwood – serie TV, 11 episodi (2004)
- Comanche Moon – miniserie TV, 2 puntate (2008)
- Justified – serie TV, episodio 1x07 (2010)
- Sons of Anarchy – serie TV, 12 episodi (2011)
- Fear the Walking Dead – serie TV, episodi 3x15-3x16 (2017)
- Law & Order - Unità vittime speciali (Law & Order: Special Victims Unit) - serie TV, episodio 19x20 (2018)
- Mayans M.C. – serie TV, 13 episodi (2018-2023)
- Dopesick - Dichiarazione di dipendenza (Dopesick) – serie TV, 7 episodi (2021)
- The Continental: Dal mondo di John Wick (The Continental: From the World of John Wick) – miniserie TV, 3 puntate (2023)

### Sceneggiatore
- The Accountant – cortometraggio (2001)
- Chrystal (2004)
- Randy and The Mob (2007)
- Rectify – serie TV, 30 episodi (2013-2016)

### Regista
- The Accountant – cortometraggio (2001)
- Chrystal (2004)
- Randy and The Mob (2007)

### Produttore
- Chrystal (2004)

## Doppiatori italiani
Nelle versioni in italiano delle opere in cui ha recitato, Ray McKinnon è stato doppiato da:
- Lucio Saccone in The Net - Intrappolata nella rete, The Badge - Inchiesta scandalo, Dopesick - Dichiarazione di dipendenza
- Vittorio De Angelis in Bugsy, Fratello, dove sei?
- Alberto Caneva in X-Files, Take Shelter
- Gaetano Varcasia in Deadwood, Mud
- Pasquale Anselmo in Fear the Walking Dead, La memoria dell'assassino
- Angelo Maggi in A spasso con Daisy
- Francesco Bulckaen in La pistola nella borsetta
- Riccardo Rossi in Cose preziose
- Giorgio Locuratolo in Dead Man's Walk
- Massimiliano Manfredi in Goodbye Lover
- Massimo Lodolo in The Missing
- Pieraldo Ferrante in Comanche Moon
- Oliviero Dinelli in The Blind Side
- Vittorio Guerrieri in L'incredibile storia di Winter il delfino
- Stefano Benassi in Footloose
- Massimo Popolizio in Sons of Anarchy
- Antonio Palumbo in Mayans M.C.
- Roberto Draghetti in Le Mans '66 - La grande sfida
- Andrea Pirolli in Notizie dal mondo
- Davide Marzi in Chaos Walking
- Massimo De Ambrosis in The Continental: Dal mondo di John Wick